# 14º Corpo d'armata (Ucraina)
Il 14º Corpo d'armata (in ucraino 14-й армійський корпус?, 14-j armijs'kyj korpus, unità militare A5161) è un corpo d'armata delle Forze terrestri ucraine con base a Kiev.

## Storia
Il corpo è stato costituito nel febbraio 2025 in seguito alla riforma delle Forze armate ucraine che prevede la transizione verso una struttura basata proprio sui comandi intermedi di corpo d'armata invece che sui gruppi tattici e operativi. Il 18 luglio ne sono stati rivelati lo stemma e il motto.

## Struttura
- Comando di corpo d'armata[3]

## Comandanti
- Colonnello Oleksandr Jarmoševyč (febbraio 2025 - in carica)[4]